# Donnie Forman
Donald J. "Donnie" Forman (Nueva York, Nueva York; 17 de enero de 1926-Naples, Florida; 10 de mayo de 2018) fue un baloncestista estadounidense que disputó una temporada en la BAA. Con 1,78 metros de estatura, jugaba en la posición de base.

## Trayectoria deportiva

### Universidad
Jugó durante 4 temporadas con los Violets de la Universidad de Nueva York, donde coincidió con Dolph Schayes, llevando al equipo a disputar el torneo de la NCAA en 3 ocasiones. En 1948 fue incluido en el tercer equipo All-American.

### Profesional
En 1948 fichó por los Minneapolis Lakers de la BAA, donde en su única temporada como profesional se proclamó campeón de liga, tras batir en las Finales a los Washington Capitols. Forman promedió 4,1 puntos y 1,7 asistencias por partido.

#### Estadísticas en la BAA

##### Temporada regular
| Temporada | Edad | Equipo             | Liga | P  | TIT | MIN | TC  | TCA | %TC  | 3P | 3PA | %3P | TL  | TLA | %TL  | R.OF. | R.DEF. | REB | ASIS | ROB | TAP | PER | FP  | PTS |
| 1948-49   | 23   | Minneapolis Lakers | BAA  | 44 |     |     | 1.5 | 5.3 | .294 |    |     |     | 1.0 | 1.5 | .642 |       |        |     | 1.7  |     |     |     | 2.1 | 4.1 |
| Total     |      |                    | BAA  | 44 |     |     | 1.5 | 5.3 | .294 |    |     |     | 1.0 | 1.5 | .642 |       |        |     | 1.7  |     |     |     | 2.1 | 4.1 |

##### Playoffs
| Temporada | Edad | Equipo             | Liga | P | MIN | TCA | TC | 3PA | 3P | TLA | TL | R.OF. | REB | ASIS | ROB | TAP | PER | FP | PTS | %TC  | %3P | %FT  | MIN | PTS | REB | AST |
| 1948-49   | 23   | Minneapolis Lakers | BAA  | 9 |     | 3   | 20 |     |    | 7   | 11 |       |     | 7    |     |     |     | 15 | 13  | .150 |     | .636 |     | 1.4 |     | 0.8 |
| Total     |      |                    | BAA  | 9 |     | 3   | 20 |     |    | 7   | 11 |       |     | 7    |     |     |     | 15 | 13  | .150 |     | .636 |     | 1.4 |     | 0.8 |